# Silvano Pipan
Silvano Pipan (Trieste, 23 novembre 1919 – ...) è stato un calciatore italiano, di ruolo portiere.

## Carriera
Dopo aver cominciato la carriera nel Ponziana, passò nel 1938 al Napoli dove rimase chiuso nel suo ruolo da Arnaldo Sentimenti disputando con i partenopei in due diversi periodi sette partite in Serie A, in un'epoca in cui non erano consentite sostituzioni durante la gara; con i campani debuttò il 13 novembre 1938 a Roma nel pareggio contro la Roma per 2-2 giocando in quella stagione solo quella gara. Tornò a giocare in prima squadra dopo la morte di Eriberto Braglia, che l'aveva scalzato nel ruolo di portiere di riserva, nella sconfitta di Trieste del 15 dicembre 1940 contro la Triestina per 2-0, giocando anche le successive gare del 22 dicembre a Napoli nella vittoria per 2-1 contro la Roma e del 29 dicembre, una sconfitta contro il Torino per 6-2. Tornato nel capoluogo campano dopo la permanenza allo Stabia nel dopoguerra, giocò le ultime tre gare dell'anomalo campionato 1945-1946, due sconfitte contro Roma e Pro Livorno ed il pareggio casalingo contro la Juventus per 1-1 del 28 luglio 1946. In totale ha disputato 27 partite in otto stagioni di Serie A disputate con Napoli e Bari.